# Federico Vairo
Federico Vairo Moramarco (* 27. Januar 1930 in Rosario; † 7. Dezember 2010 in Buenos Aires) war ein argentinischer Fußballspieler. Mit der Nationalmannschaft seines Heimatlandes nahm er an der Fußball-Weltmeisterschaft 1958 teil.

## Karriere

### Vereinskarriere
Federico Vairo begann seine fußballerische Laufbahn im Jahre 1950 beim Verein Rosario Central in seiner Heimatstadt. Bei Rosario Central, wo er bereits in seiner Jugend spielte, blieb der Verteidiger bis ins Jahr 1954, ehe er nach Buenos Aires in die Hauptstadt Argentiniens zu River Plate wechselte. In einer Mannschaft mit anderen argentinischen Fußballgrößen der damaligen Zeit wie Ángel Labruna, Ermindo Onega und Norberto Menéndez gewann Federico Vairo seine erste argentinische Meisterschaft anno 1955, als der Nobelverein Argentiniens in der Primera División den ersten Platz mit sieben Punkten Vorsprung vor dem Racing Club aus Avellaneda belegte. Auch in der folgenden Spielzeit stand River Plate am Ende ganz oben in der Tabelle, diesmal mit zwei Punkten vor CA Lanús. 1957 gelang River Plate erneut die Titelverteidigung, mit acht Zählern Vorsprung vor CA San Lorenzo de Almagro wurde der erste Platz erreicht. Federico Vairo blieb bis 1959 bei River Plate, gewann aber keinen weiteren Titel. Ab 1960 spielte er dann für CD O’Higgins in der chilenischen Stadt Rancagua. Mit dem Verein stieg er 1963 aus der Primera División Chiles ab, schaffte aber bereits im Jahr darauf durch einen ersten Platz in der zweiten Liga die Rückkehr in die Erstklassigkeit. Dieser erste Platz in der Primera División B ist bis heute der einzige Titelgewinn von CD O’Higgins. Vairo blieb in Rancagua bis 1966. In dem Jahr wechselte er nach Kolumbien zu Deportivo Cali, wo er bis 1967 seine Karriere ausklingen ließ. Nach dem Ende seiner aktiven Karriere distanzierte sich Federico Vairo zunächst vom Fußballgeschäft. Von 1999 bis 2010 arbeitete er schließlich als Scout für River Plate in der Provinz Santa Fe. Am 7. Dezember 2010 starb Vairo in Buenos Aires im Alter von 80 Jahren an Magenkrebs.

### Nationalmannschaft
In der argentinischen Fußballnationalmannschaft wurde Federico Vairo zwischen 1955 und 1958 41 Mal eingesetzt. Von Argentiniens Nationaltrainer Guillermo Stábile wurde er ins Aufgebot für die Fußball-Weltmeisterschaft 1958 berufen. Bei dem Turnier in Schweden kam er in allen drei Spielen der bei dem Turnier enttäuschenden Argentinier zum Einsatz. Bereits nach der Vorrunde schied Argentinien nach nur einem Sieg gegen Nordirland (3:1) und zwei Niederlagen gegen Deutschland (1:3) und die Tschechoslowakei (1:6) als Gruppenletzter aus. Danach beendete Vairo seine Nationalmannschaftskarriere.